# Departure (álbum de Taio Cruz)
Departure es el álbum de estudio debut del cantautor inglés de música pop Taio Cruz. Fue lanzado al mercado el 17 de marzo de 2008 y alcanzó el puesto 17 en la UK Albums Chart, la lista de álbumes del Reino Unido.

## Trasfondo
En lo referente a las ambiciones musicales del álbum, el escritor británico de R&B, Pete Lewis, escribió sobre el ganador del Blues & Sould: "Intenté ser variado en mi música sin irme demasiado a la izquierda. Antes de darme a conocer y publicar trabajos que la gente no reconocería, preferí conocerme primero a mí mismo! Que es por lo que les he dado algo con lo que relacionarme y no será demasiado difícil de entender, sin, a la vez, hacerlo genérico. A diferencia del R&B americano - en ocasiones monótono - opino que mi disco no suena como ningún otro.".

## Lanzamiento y acogida
El diario The Guardian publicó: "No es sólo un manifiesto en los ritmos 4/4 y en la música electrónica; el álbum está plagado de maravillosas notas de disco. Las chispeantes notas de voz de Cruz recuerdan a las de Seal; "Never Gonna Get Us" parece estar permanentemente al límite de cruzar a Crazy. Aunque se echa de menos algunos finales bajos en ocasiones (Cruz debería aprender las virtudes de una línea de bajo pesada), es un debut estilista e innovativo."
La BBC publicó: "La mayoría de las baladas despliegan notas sobre sus ritmos de R&B, pero "Come On Girl", no es otra cosa que electro crujiente. "Fly Away" comienza con una hábil guitarra y "I Can Be" recuerda el pop soul británico de los años 1980 como Joe Jackson o Fine Young Cannibals. Aun así, Departure es un álbum de sonido más americano que británico, con la voz de Cruz emborroando un resto del Atlántico Medio."
El álbum entró en la UK Albums Chart en el puesto 17 con unas ventas de 11.880 unidades. En septiembre de 2008 el álbum consiguió el oro de la BPI tras alcanzar unas ventas superiores a las 100.000 unidades.

## Sencillos
- "I Just Wanna Know" fue el primer sencillo, lanzado el 6 de noviembre de 2006. Alcanzó el puesto 58 en las UK Singles Charts, con el remix del rapero estadounidense Flo Rida.
- "Moving On" fue lanzado como segundo sencillo el 17 de septiembre de 2007. Alcanzó el puesto 16 en las UK Singles Charts.
- "Come On Girl" fue el tercer sencillo, lanzado el 3 de marzo de 2008. Escaló hasta el puesto 7 en las UK Singles Charts y contó con la participación de la cantante pop inglesa Luciana.
- "I Can Be" fue el cuarto sencillo publicado el 16 de mayo de 2008. Alcanzó el puesto 12 en las UK Singles Charts.
- "She's Like a Star" fue el quinto y último sencillo del álbum y se publicó el 11 de agosto de 2008. Subió hasta el puesto 17. El sencillo es un remix en el que participaron la banda inglesa Sugababes y el rapero estadounidense Busta Rhymes.

## Lista de canciones
Todas las canciones fueron compuestas, preparadas y producidas por Taio Cruz.
Standard edition
1. "I'll Never Love Again" - 3:51
2. "I Just Wanna Know" - 4:00
3. "I Can Be" - 3:54
4. "I Don't Wanna Fall in Love" - 3:24
5. "So Cold" - 3:29
6. "Fly Away" - 4:05
7. "Driving Me Crazy" - 3:16
8. "Moving On" - 3:27
9. "Come On Girl" (featuring Luciana) - 3:36
10. "Never Gonna Get Us" - 3:54
11. "She's Like a Star" - 3:39
12. "Can't Say Go" - 3:23
13. "Your Game" (iTunes bonus track) - 3:39

Taio Cruz vs Delinquent Mix bonus CD
1. "Come On Girl (Delinquent Mix) - 4:37
2. "Fly Away (Delinquent Mix) - 3:57
3. "I Can Be (Delinquent Mix) - 4:19
4. "I Just Wanna Know (Delinquent Mix) - 3:11
5. "I'll Never Love Again (Delinquent Mix) - 4:34

## Posicionamiento
| Lista (2008)    | Posición | Ventas totales |
| --------------- | -------- | -------------- |
| UK Albums Chart | 17       | 100 000+       |